# Manuel Zevallos Vera
Carlos Augusto Manuel Zevallos Vera (Arequipa, 22 de junio de 1919-7 de junio de 2015) fue un filósofo peruano cuya obra se enmarca dentro de la tradición hermenéutica-fenomenológica.

## Carrera académica
Zevallos Vera fue el primer presidente de la Asamblea Nacional de Rectores del Perú, rector de la Universidad Nacional de San Agustín de Arequipa en dos periodos (1972-1975 y 1984-1989). Ha recibido la Medalla de Oro y el Diploma de Honor del Consejo Provincial de Arequipa en 1987. Además fue profesor Emérito de la Universidad Nacional de San Agustín de Arequipa y doctor honoris causa de la Universidad Alas Peruanas del Perú. En 2008 recibió las Palmas Magisteriales en el grado de Amauta otorgadas por el Ministerio de Educación del Perú y el reconocimiento público de la Asamblea Nacional de Rectores como su primer presidente.

## Actividad cívica
Dentro de su actividad cívica destaca como presidente del Jockey Club de Arequipa (1976-1979), especialmente cuando tuvo que liderar la remodelación del palco oficial del hipódromo de Porongoche luego que una turba de huelguistas le prendiera fuego. La hípica arequipeña ha establecido el «Clásico Manuel Zevallos Vera» en su honor, que se corre en fechas próximas a su onomástico. Como hombre político participó en las elecciones a Alcalde de Arequipa en 1989, por la alianza FREDEMO.
Como anécdota singular, Zevallos Vera en su calidad de profesor universitario fue miembro del jurado que aprobó la sustentación de tesis del líder maoísta Abimael Guzmán. 

## Obras
- (1956) El pensamiento vivo de San Agustín
- (1959) Crítica histórica y educación social
- (1965) Arequipa, espíritu y materia
- (1975) Problemática universitaria
- (1986) Una historia de caballeros y caballos
- (1988) Integración filosófica, cambio social y conciencia nacional
- (1993) Mundo, hombre y libertad
- (4 tomos, 1998, 2000, 2006, 2010) Las lecciones de Don Manuel
- (2002) Arequipa, historia de su modernidad
- (2006) Los hijos de la manzana y el dios sexo - Su única novela.